# Paul Hedqvist

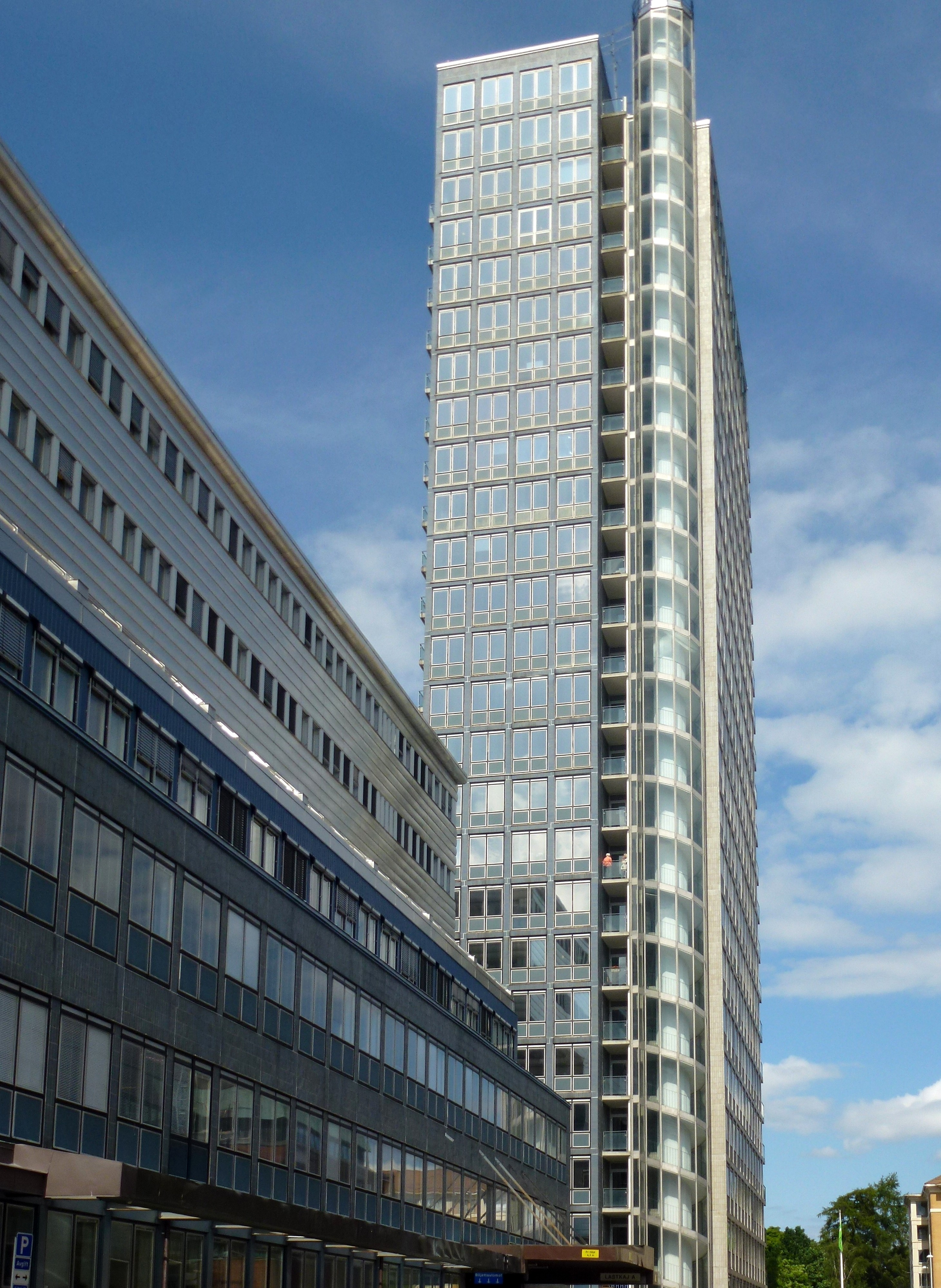
Dagens Nyheter

Paul Hedqvist (* 21. Juli 1895 in Stockholm als Paul Gunnar Hedqvist; † 23. Juni 1977 ebenda) war ein schwedischer Architekt, der hauptsächlich im Stil der Moderne gearbeitet hat.

## Werdegang
Paul Hedqvist praktizierte, nach seinem Studium an der Technischen Hochschule in Stockholm, bei dem renommierten Architekten Ragnar Östberg. 1924 startete es sein eigenes Büro, zusammen mit seinem Partner David Dahl (1895–1973). Bald interessierte sich Hedqvist für die Ideen des Funktionalismus in Deutschland mit Walter Gropius und der Bauhausschule an der Spitze. Eines seiner ersten Werke dieser Stilrichtung waren die Katarina Realskola in Stockholm (1928) und das Hallenbad in Eskilstuna. Typisch für Hedqvist war seine Vorliebe für quadratische Proportionen der Fenster- und Fassadengestaltung. Auf der Stockholmer Ausstellung 1930 war er vertreten zusammen mit u. a. Sigurd Lewerentz und Gunnar Asplund, der Hauptarchitekt der Ausstellung gewesen war. 1938–48 war er Professor an der Kungliga Konsthögskolan (Königliche Kunsthochschule) in Stockholm.
Paul Hedqvist war ein sehr vielseitiger Architekt. Er entwarf Wohnungen (die Reihenhaussiedlung Ålstensgatan in Bromma, 1932), Anlagen (Stationsgebäude und den Flugleitturm für den Flughafen Stockholm/Bromma, 1936), Schulen (Polhemsgymnasiet, 1938), Bürogebäude (Hochhaus für die Steuerbehörde in Stockholm 1955, Hochhaus für Dagens Nyheter, 1960), Brücken (Västerbron 1935 und Tranebergsbron 1935) und Sportanlagen (Kristinebergs IP 1933).

## Bilder

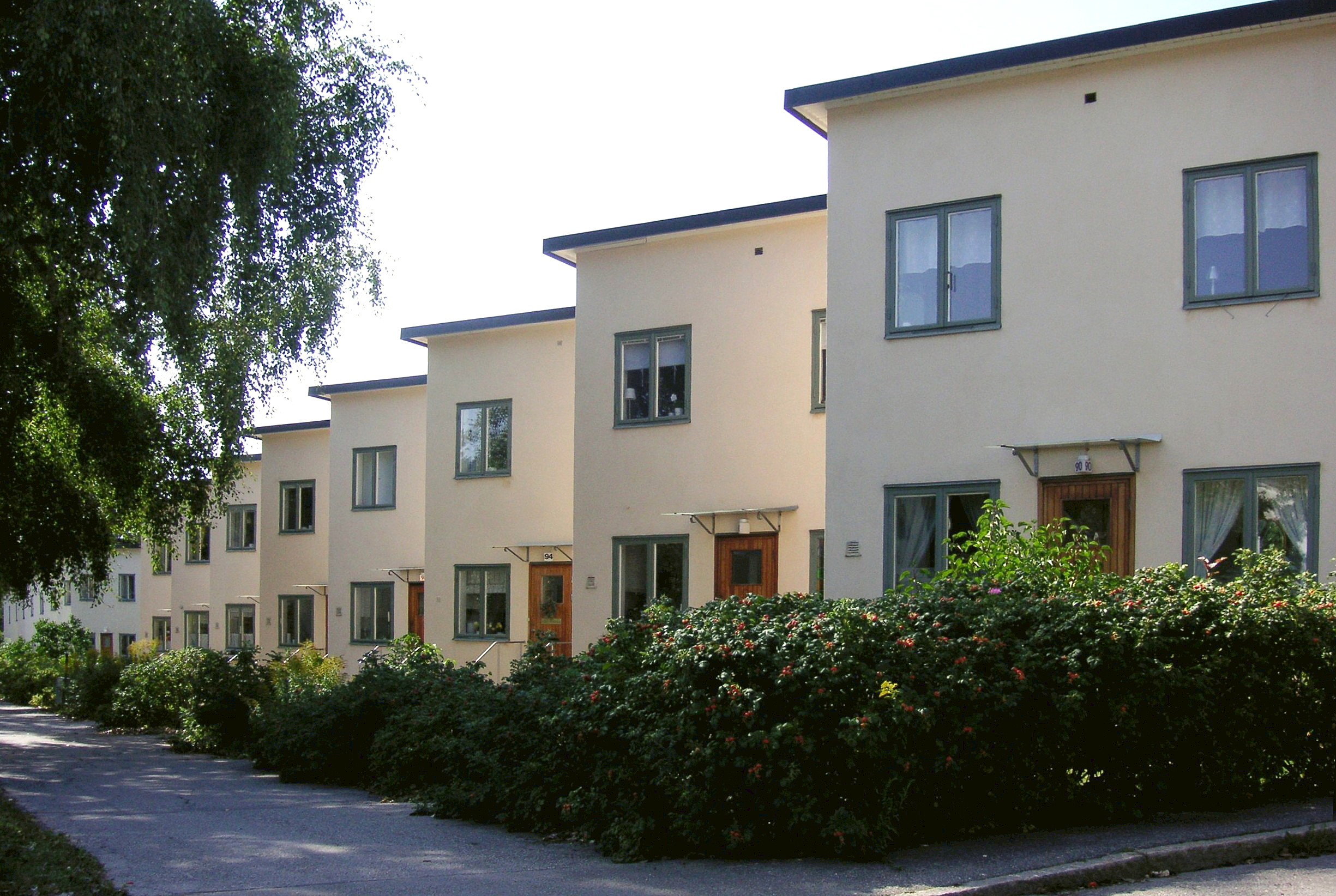
Ålstensgatan
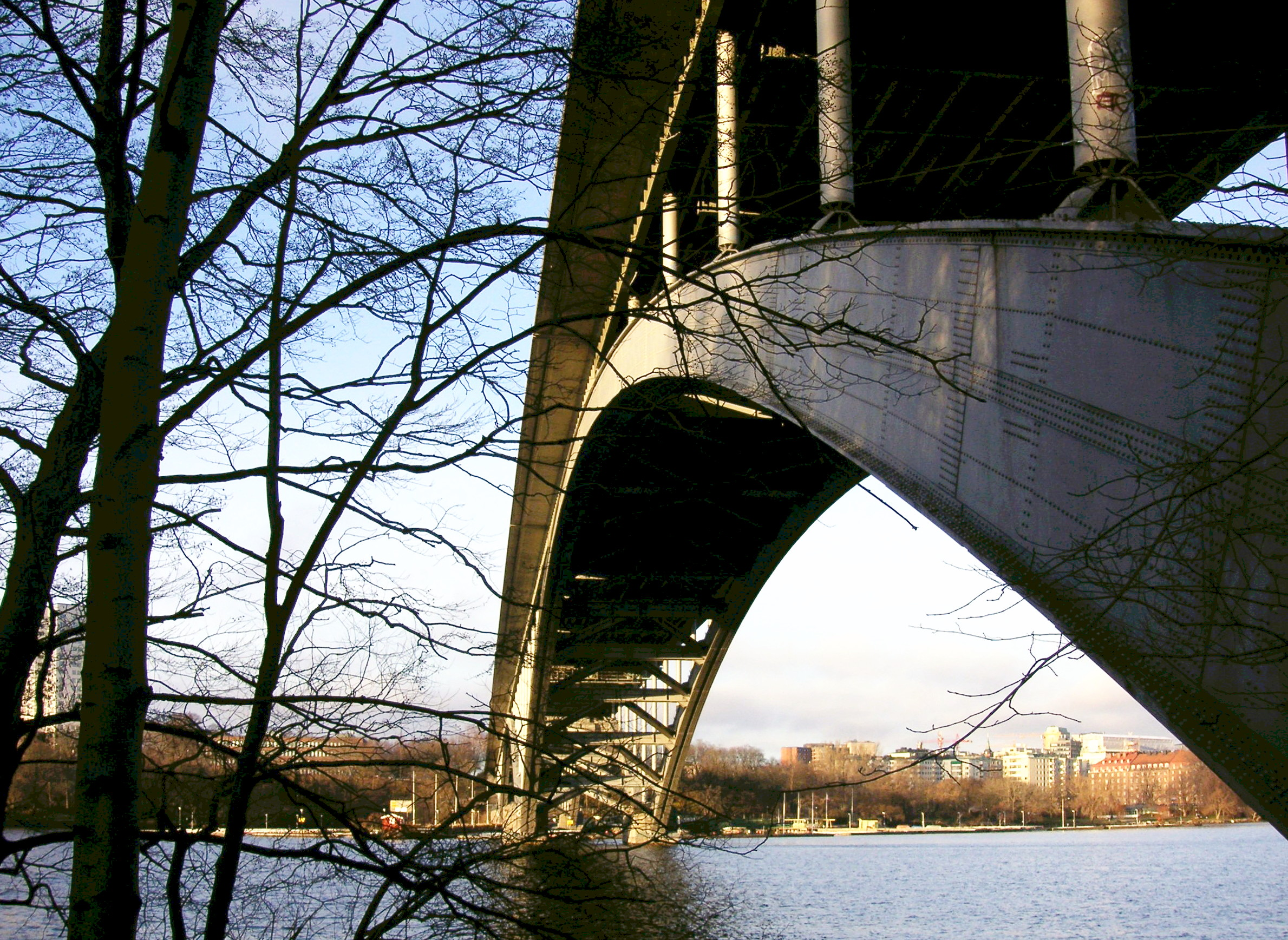
Västerbron
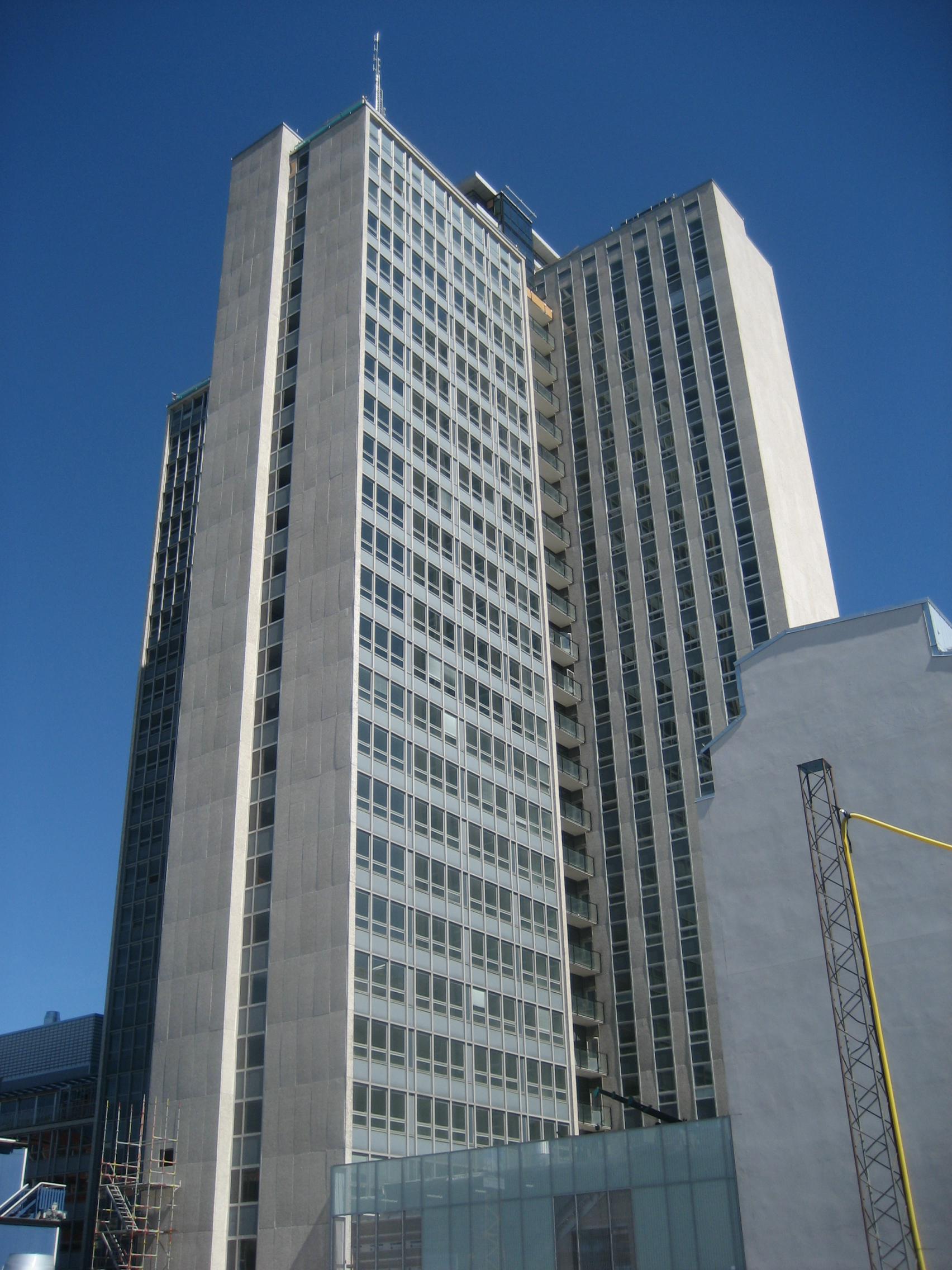
Skattehuset
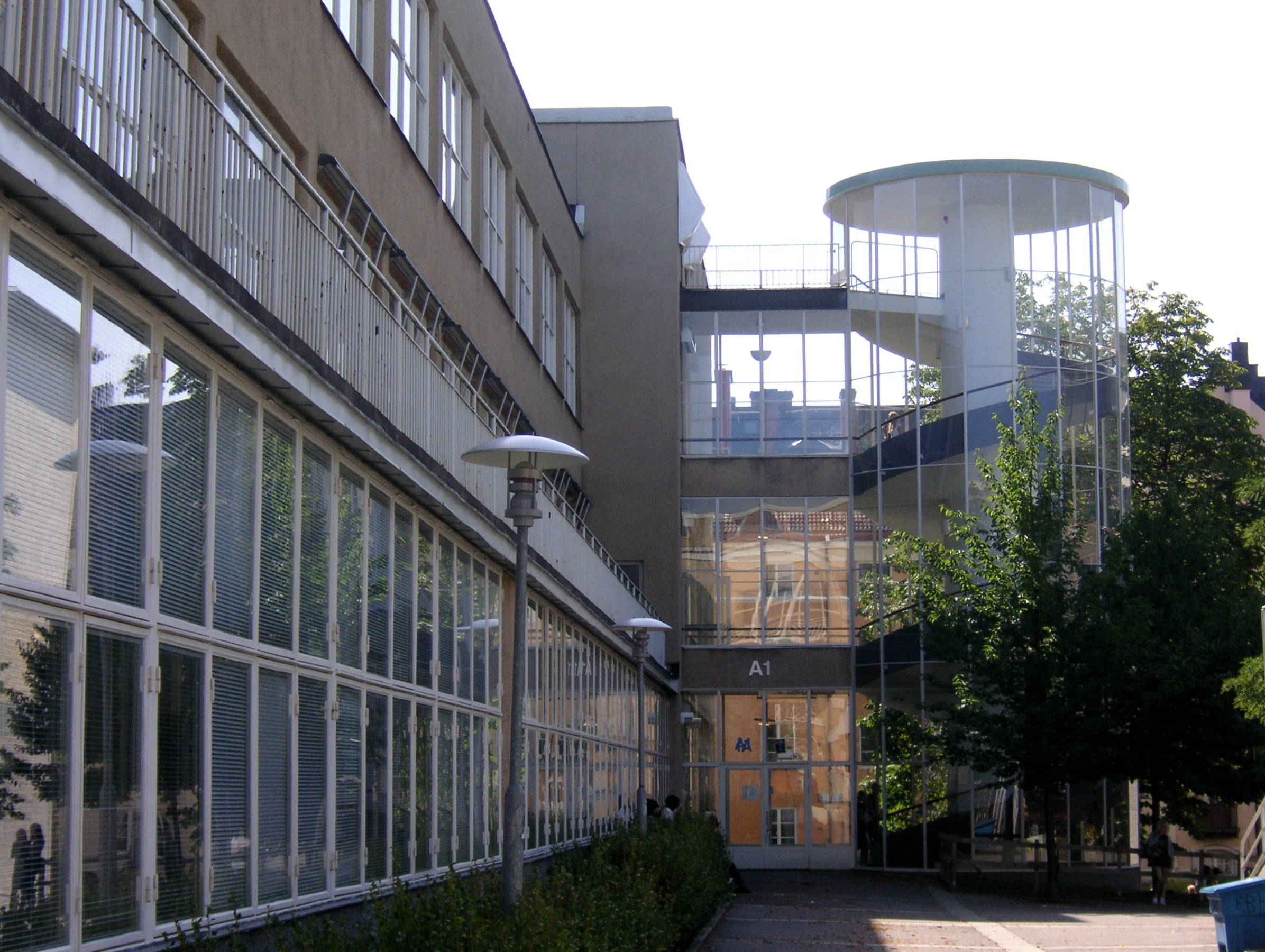
S:t Eriks gymnasium
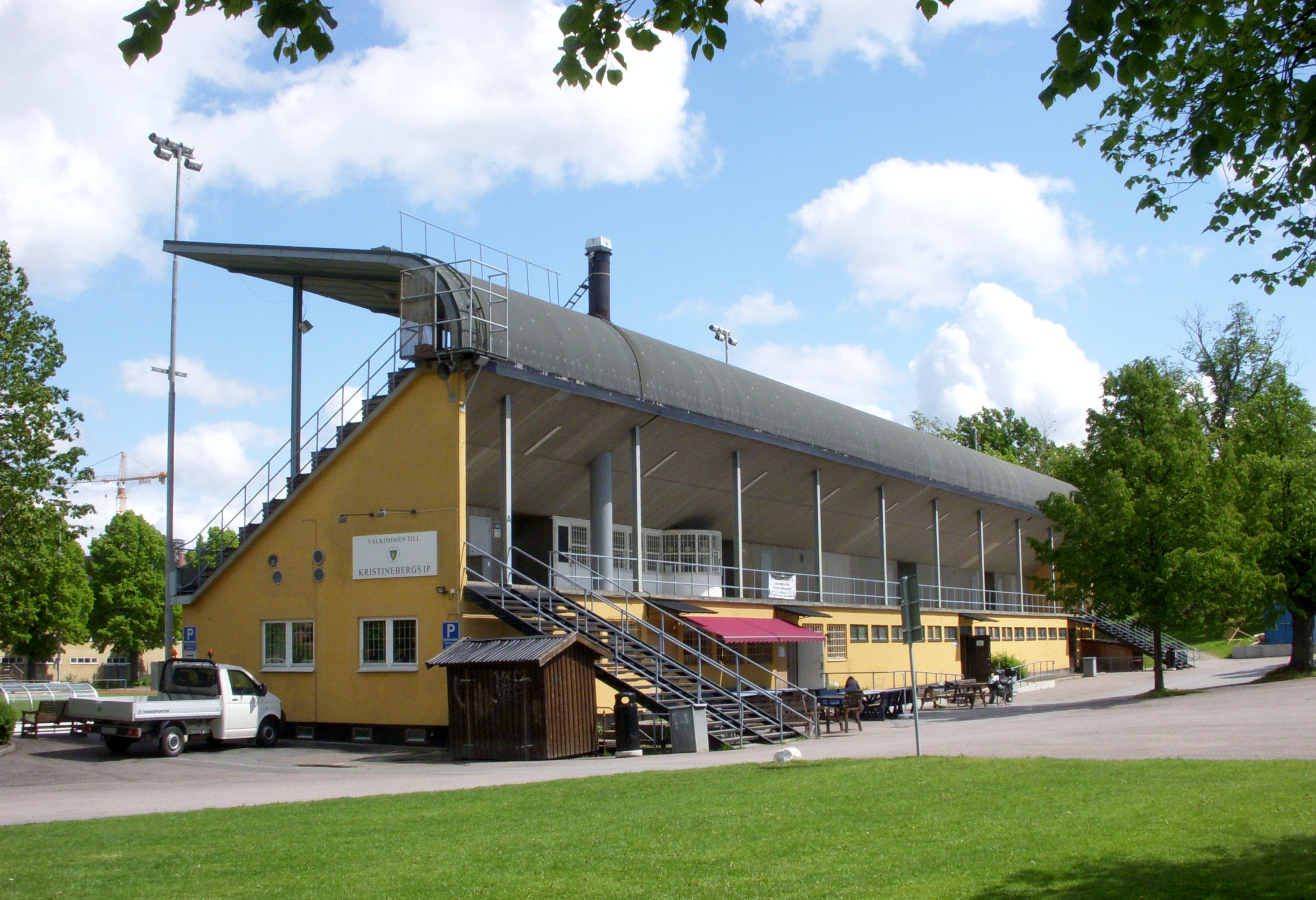
Tribüne Kristinebergs IP